# No Bullshit
"No Bullshit", também conhecida como "No BS", é uma canção lançada pelo artista estadunidense Chris Brown, originalmente em sua mixtape colaborativa com o rapper Tyga, Fan of a Fan de 2010. Mais tarde, foi incluída em seu quarto álbum de estúdio, F.A.M.E lançado em 2011.
Musicalmente, a faixa foi descrita como uma "R&B slow-jam", enquanto liricamente a música aborda um teor sexual, com Brown encorajando uma mulher a voltar para sua casa na esperança para passar uma noite de amor. "No BS" foi escrita por Brown, Kevin McCall e produzida por Tha Bizness.
A canção recebeu comparações com trabalhos de artistas clássicos do R&B como Jodeci e R. Kelly, por sua direção musical semelhante.

## Lançamento
"No BS" foi inicialmente lançada exclusivamente como um lado B do single de Brown, "Deuces". Mais tarde a música foi lançada nas rádios de Rhythmic em 18 de janeiro de 2011 como um single independente. A música alcançou a posição 62 na parada Billboard Hot 100 dos EUA e a terceira posição na parada Hot R&B/Hip-Hop Songs dos EUA.

## Paradas
| Chart (2010–11)                              | Posição |
| -------------------------------------------- | ------- |
| Estados Unidos (Billboard Hot 100)           | 62      |
| Estados Unidos (Billboard Adult R&B Songs)   | 30      |
| Estados Unidos (Billboard R&B/Hip-Hop Songs) | 3       |
| Estados Unidos (Billboard Rhythmic)          | 33      |

### Paradas Anuais
| Chart (2011)                         | Position |
| ------------------------------------ | -------- |
| US Hot R&B/Hip-Hop Songs (Billboard) | 17       |